# Campionati africani di atletica leggera 2022 - Getto del peso femminile
Il concorso del getto del peso femminile ai Campionati africani di atletica leggera di Saint-Pierre 2022 si è svolto l'8 giugno al Côte d'Or National Sports Complex.

## Risultati

### Finale
| Class   | Atleta            | Nazione      | 1°    | 2°    | 3°    | 4°    | 5°    | 6°    | Risultati | Note |
| ------- | ----------------- | ------------ | ----- | ----- | ----- | ----- | ----- | ----- | --------- | ---- |
| Oro     | Ischke Senekal    | Sudafrica    | x     | x     | 12,88 | 15,95 | 16,40 | x     | 16,40     |      |
| Argento | Carine Mékam      | Gabon        | 14,87 | 15,57 | 15,75 | 15,23 | 15,02 | 15,87 | 15,87     |      |
| Bronzo  | Zonica Lindeque   | Sudafrica    | 14,51 | 14,74 | 15,31 | 14,30 | 15,79 | 15,00 | 15,79     |      |
| 4       | Odile Ahouanwanou | Benin        | 14,93 | -     | -     | 14,63 | 14,65 | -     | 14,93     |      |
| 5       | Dane Roets        | Sudafrica    | 14,57 | 13,71 | 14,56 | 14,87 | 14,59 | x     | 14,87     |      |
| 6       | Tuane Silver      | Namibia      | 13,52 | 13,62 | 13,76 | 13,78 | 13,70 | 13,43 | 13,78     |      |
| 7       | Rosie Mulambavu   | RD del Congo | x     | 9,77  | 9,49  | 6,69  | 9,69  | 10,25 | 10,25     |      |